# Rectoria de Castelló d'Empúries
La Rectoria de Castelló d'Empúries és una casa de Castelló d'Empúries (Alt Empordà) inclosa a l'Inventari del Patrimoni Arquitectònic de Catalunya.

## Descripció
Situada a l'antic nucli emmurallat de la població, al barri del puig Salner, a la mateixa plaça que la basílica de Santa Maria.
Casa entre mitgeres amb jardí posterior, de planta rectangular i formada per tres crugies paral·leles a la façana principal, amb la teulada de teula àrab i doble ràfec de dents de serra. Consta de planta baixa, planta pis i altell. La façana es troba arrebossada i pintada, amb diverses tipologies d'obertures. A la planta baixa hi ha la porta d'accés d'arc de mig punt, amb emmarcament de pedra i la dovella clau destacada. Als costats hi ha tres finestres d'obertura rectangular amb els angles arrodonits i ampit de maons a sardinell units entre ells. A la primera planta hi ha quatre finestrals rectangulars amb permòdols. Els dos centrals tenen sortida a un balcó corregut amb barana de ferro decorada. A l'altell, separat de la primera planta per una cornissa de plaques ceràmiques decorades amb motius vegetals, les obertures són d'arc de mig punt amb l'ampit decorat amb rajoles ceràmiques.